# Sejidae
Sejidae es una familia de ácaros perteneciente al orden Mesostigmata.

## Géneros
La familia comprende los siguientes géneros:
- Archaeopodella Athias-Henriot, 1977
- Asternolaelaps Berlese, 1923
- Epicroselus Berlese, 1904
- Fundiseius Muma & Denmark, 1970 (Otra fuente[3] integra este género en la familia Phytoseiidae.)
- Ichthyostomatogaster Sellnick, 1953
- Iphidinychus Berlese, 1913
- Sejus C.L.Koch, 1836
- Uropodella Berlese, 1888
- Willmannia Balogh, 1938
- Zuluacarus Trägårdh, 1906